# В июне 41-го (телесериал, 2008)
«В июне 41-го» — 4-серийный телевизионный художественный фильм о Великой Отечественной войне по мотивам повести Олега Смирнова «Июнь».

## Сюжет
Июнь 1941 года. Ситуация на советской пограничной заставе «Дамба» в западной Белоруссии, куда возвращается из краткосрочного увольнения лейтенант Иван Буров, с каждым днём становится всё более угрожающей: пограничный отряд, окружённый наступающими немецкими войсками, не находит поддержки среди местного населения — поляков, настроенных против Советской власти. Однако молодого офицера ожидают не только суровые трудности военного времени, но и проблемы личной жизни: дед любимой девушки Бурова — польки Ханны — ненавидит всех русских, особенно — советских военных, считая их повинными в смерти своей жены. Иван, потерявший боевых товарищей, демонстрируя мужество и героизм, в одиночку сражается с оккупантами и вынужден тайно встречаться с Ханной, храня свою любовь и верность Родине.

## В ролях
- Сергей Безруков — лейтенант Иван Буров
- Магдалена Гурска — Ханна Бельская
- Ростислав Янковский — Войцех Бельский, дед Ханны
- Павел Делонг — гауптман Отто Регнер
- Александр Франскевич-Лайе — Гюнтер, брат Отто Регнера
- Владимир Янковский — Вурф
- Михаил Калиничев — сержант Михась Карпенюк
- Алеся Пуховая — Ядвига
- Рафаэль Мукаев — красноармеец Рустам Кульчаев
- Виталий Безруков — майор Михайлов, начальник заставы
- Олег Коц — рядовой Шуляк, одессит

## Фестивали и награды
- XV Минский международный кинофестиваль «Листопад» — приз за лучшую мужскую роль актёру Ростиславу Янковскому.
- Сериал вошёл в тройку претендентов на российскую кинопремию ТЭФИ (2008) в категории «Телевизионный художественный фильм, мини-сериал».